# Here Comes the King
Here Comes the King é uma canção do cantor de Reggae estadunidense Snoop Lion, lançada em 3 de Dezembro de 2012, como primeiro single para seu decimo segundo álbum de estúdio Reincarnated. A faixa conta com a participações da cantora de regae Angela Hunte, tendo a produção feita pelo grupo de produtores Major Lazer, juntamente com Ariel Rechtshaid e 6Blocc

## Faixas
| Descarga digital |                       |         |  |
| N.º              | Título                | Duração |  |
| 1.               | "Here Comes the King" | 3:25    |  |

## Vídeo e musica
O vídeo da foi dirigido Andy Capper, e lançado em 12 de Fevereiro de 2013, no canal do artista na plataforma VEVO.

## Desempenho nas paradas
| Paradas (2013) | Melhor posição |
| -------------- | -------------- |
| França (SNEP)  | 124            |